# Championnat d'Angleterre de football 1894-1895
Navigation
Édition précédente Édition suivante
La 7e édition du championnat d'Angleterre de football est remportée par  Sunderland. C'est son troisième titre de champion en seulement quatre années. Sunderland est le club phare du championnat au début des années 1890. Le championnat reste à 16 clubs. 
Cette édition de la compétition est marquée par l’arrivée de ce qui sera l’un des plus grands clubs de l’histoire du football mondial, Liverpool. Son premier passage en première division ne sera pas très glorieux car l’équipe est reléguée en deuxième division dès la fin de la saison.
Le système de promotion/relégation concerne cette année six équipes. Les trois équipes classées aux trois dernières places de la première division doivent rencontrer en match de barrage les trois équipes classées aux trois premières places de la deuxième division ; le 16e de D1 rencontre le 1e de D2, le 15e de D1 rencontre le 2e de D2 et le 14e de D1 rencontre le 3e de D2.

## Les clubs de l'édition 1894-1895
| Club                                  | Ville          |
| ------------------------------------- | -------------- |
| Aston Villa Football Club             | Birmingham     |
| Blackburn Rovers Football Club        | Blackburn      |
| Bolton Wanderers Football Club        | Bolton         |
| Burnley Football Club                 | Burnley        |
| Derby County Football Club            | Derby          |
| Everton Football Club                 | Liverpool      |
| Liverpool Football Club               | Liverpool      |
| Nottingham Forest Football Club       | Nottingham     |
| Preston North End Football Club       | Preston        |
| Sheffield United Football Club        | Sheffield      |
| Small Heath                           | Birmingham     |
| Stoke Football Club                   | Stoke-on-Trent |
| Sunderland Association Football Club  | Sunderland     |
| The Wednesday                         | Sheffield      |
| West Bromwich Albion Football Club    | West Bromwich  |
| Wolverhampton Wanderers Football Club | Wolverhampton  |

## Classement
| Rang | Équipe                  | Pts | J  | G  | N  | P  | Bp | Bc | Diff |
| ---- | ----------------------- | --- | -- | -- | -- | -- | -- | -- | ---- |
| 1    | Sunderland              | 47  | 30 | 21 | 5  | 4  | 80 | 37 | +43  |
| 2    | Everton                 | 42  | 30 | 18 | 6  | 6  | 82 | 50 | +32  |
| 3    | Aston Villa             | 39  | 30 | 17 | 5  | 8  | 82 | 43 | +39  |
| 4    | Preston North End       | 35  | 30 | 15 | 5  | 10 | 62 | 46 | +16  |
| 5    | Blackburn Rovers        | 32  | 30 | 11 | 10 | 9  | 59 | 49 | +10  |
| 6    | Sheffield United        | 32  | 30 | 14 | 4  | 12 | 57 | 55 | +2   |
| 7    | Nottingham Forest       | 31  | 30 | 13 | 5  | 12 | 50 | 56 | -6   |
| 8    | The Wednesday           | 28  | 30 | 12 | 4  | 14 | 50 | 55 | -5   |
| 9    | Burnley                 | 26  | 30 | 11 | 4  | 15 | 44 | 56 | -12  |
| 10   | Bolton Wanderers        | 25  | 30 | 9  | 7  | 14 | 61 | 62 | -1   |
| 11   | Wolverhampton Wanderers | 25  | 30 | 9  | 7  | 14 | 43 | 63 | -20  |
| 12   | Small Heath             | 25  | 30 | 9  | 7  | 14 | 50 | 74 | -24  |
| 13   | West Bromwich Albion    | 24  | 30 | 10 | 4  | 16 | 51 | 66 | -15  |
| 14   | Stoke                   | 24  | 30 | 9  | 6  | 15 | 50 | 67 | -17  |
| 15   | Derby County            | 23  | 30 | 7  | 9  | 14 | 45 | 68 | -23  |
| 16   | Liverpool               | 22  | 30 | 7  | 8  | 15 | 51 | 70 | -19  |

1. ↑  Conserve sa place en première division après un match de barrage contre Newton Heath LYR
2. ↑  Conserve sa place en première division après un match de barrage contre Notts County
3. ↑   Est relégué en deuxième division après un match de barrage contre Bury

|  | Champion d'Angleterre |
|  | Relégation            |

### Meilleur buteur
- John Campbell, Sunderland, 22 buts

## Bilan de la saison
| Tableau d'Honneur                    |             |
| Compétition                          | Vainqueur   |
| Championnat d'Angleterre de football | Sunderland  |
| Coupe d'Angleterre de football       | Aston Villa |

| Promotions et relégations |           |
| Promus                    | Bury      |
| Relégués                  | Liverpool |

## Sources
- Classement sur rsssf.com